# Ipomoea quamoclit
Ipomoea quamoclit ist eine Pflanzenart aus der Gattung der Prunkwinden (Ipomoea) innerhalb der Familie der Windengewächse (Convolvulaceae). Sie ist pantropisch verbreitet.

## Beschreibung

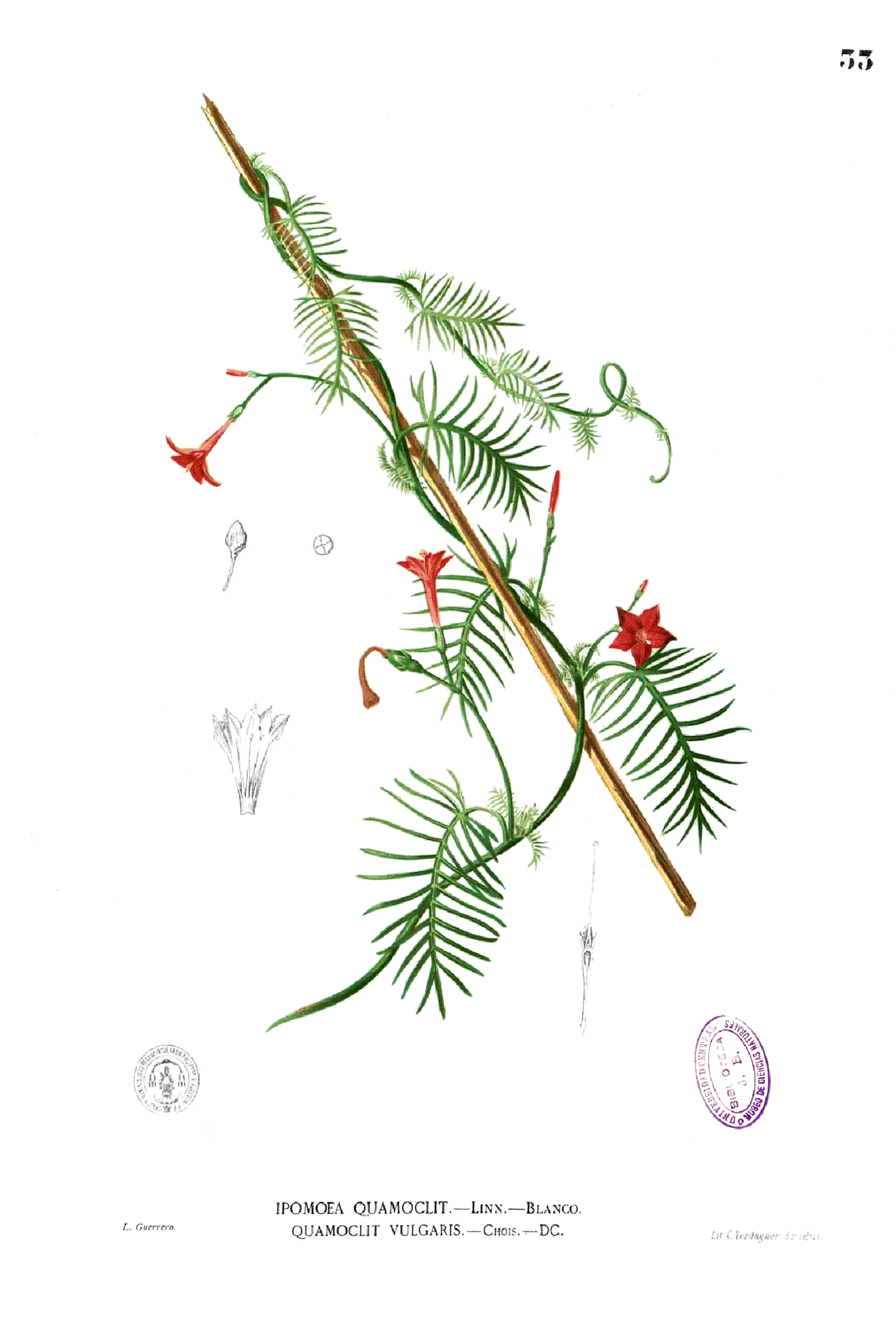
Illustration aus Blanco

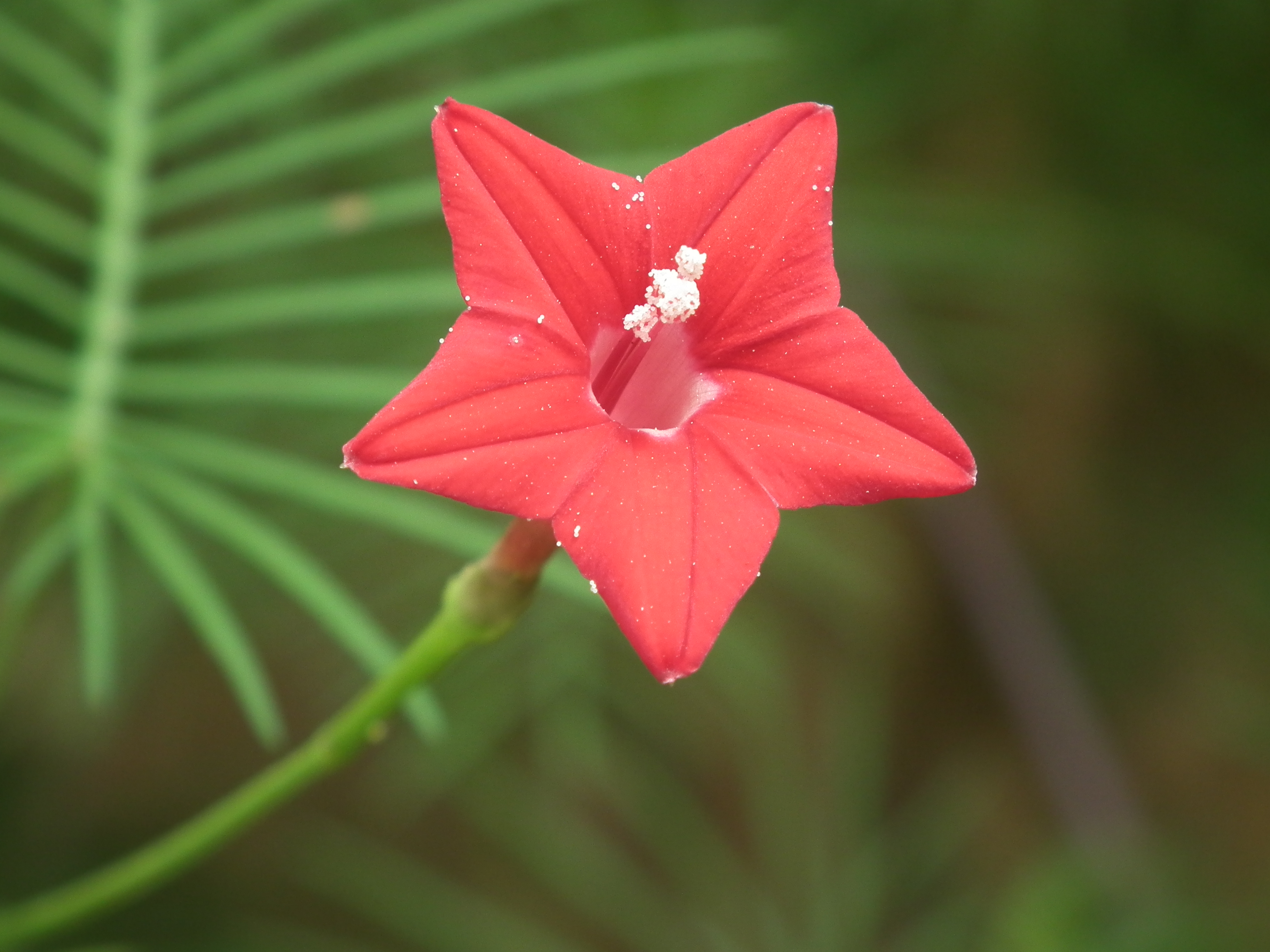
Radiärsymmetrische, fünfzählige Blüte im Detail

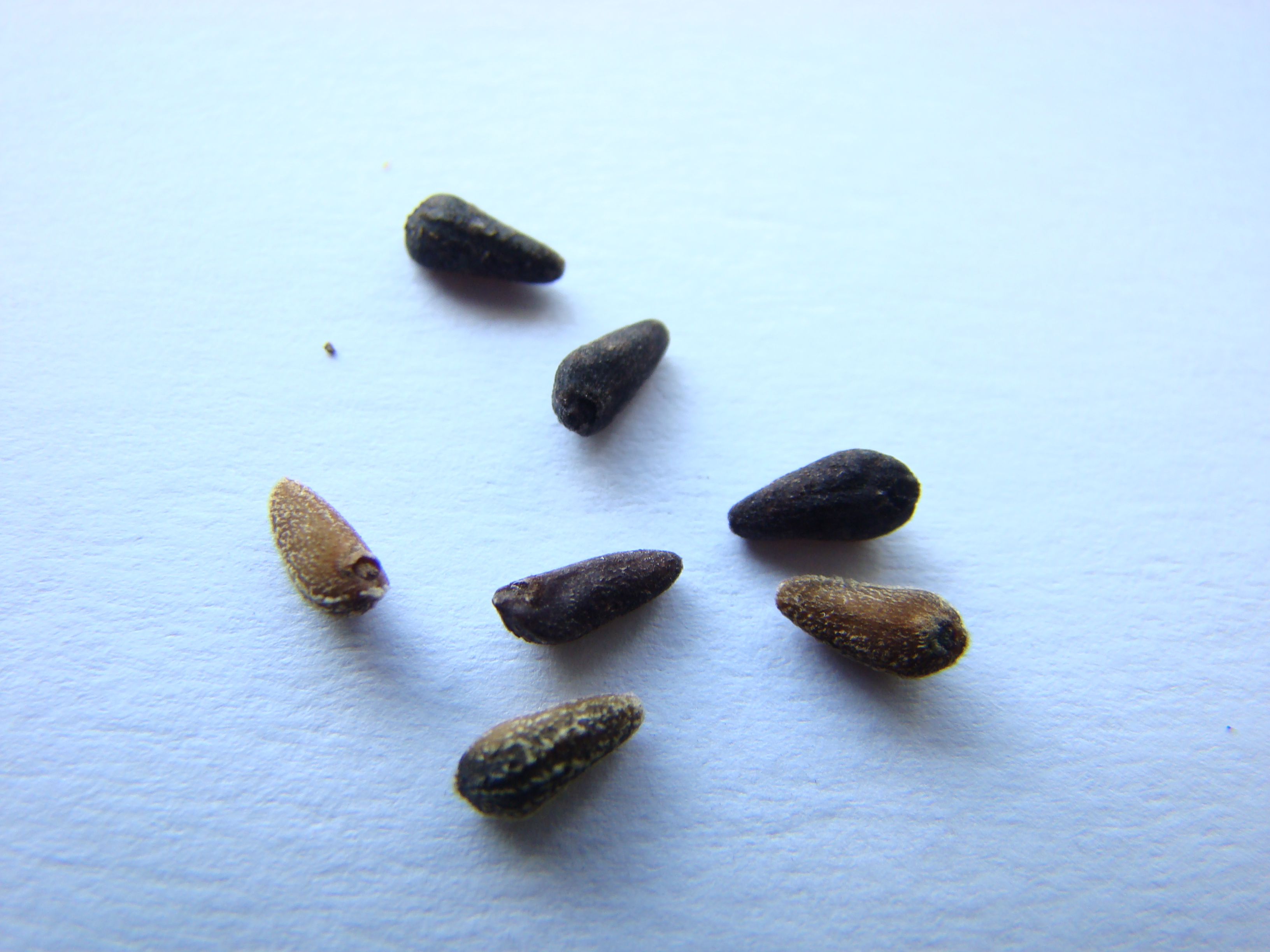
Samen

### Vegetative Merkmale
Ipomoea quamoclit ist eine einjährige, krautige Kletterpflanze. Die schlanken Stängel sind kahl.
Die Blattspreite ist bei einer Länge von 1 bis 9 Zentimetern im Umriss eiförmig bis elliptisch, tief fiederig in 9 bis 19 wechselständig bis gegenständig stehende Paare von linealischen Blattlappen geteilt.

### Generative Merkmale
Die Blüten stehen einzeln oder zweit bis fünft in zymösen Blütenständen.
Die zwittrige Blüte ist radiärsymmetrisch und fünfzählig mit doppelter Blütenhülle. Die fünf kahlen Kelchblätter sind bei einer Länge von 4 bis 7 Millimetern elliptisch bis länglich mit stumpfem oberen Ende, das mit einer 0,25 bis 0,75 Millimeter langen Stachelspitze besetzt. Die Krone ist rot oder selten auch weiß und 2 bis 3 Zentimeter lang.
Die Kapselfrucht ist bei einem Durchmesser von 6 bis 8 Millimetern eiförmig. Die Samen sind dunkel bis schwarz gefärbt und mit dunklen, unregelmäßigen Flecken aus kurzen Trichomen besetzt.
Die Chromosomenzahl beträgt 2n = 30.

## Verbreitung
Ipomoea quamoclit ist pantropisch verbreitet und wird auch in gemäßigten Gebieten kultiviert. Ursprüngliche Heimat ist wahrscheinlich Mexiko und Zentralamerika von Guatemala bis Panama. Bereits kurz nach der Entdeckung Amerikas durch Christoph Kolumbus wurde sie auch in die Alte Welt gebracht.

## Taxonomie
Die Erstveröffentlichung von Ipomoea quamoclit erfolgte 1753 durch Carl von Linné in Species Plantarum, Tomus I, S. 159. Synonyme für Ipomoea quamoclit L. sind Convolvulus quamoclit (L.) Spreng., Quamoclit vulgaris Choisy, Convolvulus pennifolius Drapiez.